# أبو الحارث محمد
أبو الحارث محمد (تُوفي نحو 982) كان السلطان الثاني من سلالة الفريغونية في جوزجان، منذ تاريخ غير معروف خلال القرن العاشر حتى عام 982. وكان ابنًا وخلفًا لـأحمد بن فريغون.
تُوفي والد أبي الحارث في تاريخ غير معروف خلال القرن العاشر، وبالتالي خلفه أبو الحارث محمد كحاكم لجوزجان. وسّع لاحقًا نفوذ الفريغونيين، حيث جمع الجزية من غرجستان وأجزاء معينة من منطقة الوثنيين في غور. كما كانت القبائل العربية البدوية في جوزجان تحت سيطرته، حيث كان قادرًا على تعيين زعيمها.
كان لديه ابنة لم يُذكر اسمها، تزوجت من سيده الساماني نوح الثاني. وفي حوالي عام 982، أُهدي كتاب حدود العالم إلى أبي الحارث على يد مؤلف مجهول، يُعتقد أنه ربما كان شعيا بن فريغون.
توفي أبو الحارث بعد ذلك بوقت قصير، وخلفه ابنه أبو الحارث أحمد.